# Vilhelm Groth

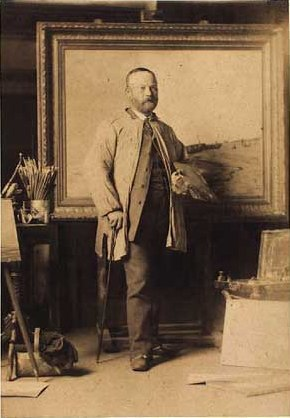
Vilhelm Groth in seinem Atelier

Georg Vilhelm Arnold Groth (* 9. März 1842 in Kopenhagen; † 14. September 1899 ebenda) war ein dänischer Landschaftsmaler.

## Leben
Groth war ein Sohn des Apothekers Johan Daniel Herholdt Groth und seiner Frau Cathrine Louise, geb. Ahlers. Er erhielt seine erste künstlerische Ausbildung an der Zeichenschule von Frederik Ferdinand Helsted. Von 1861 bis 1866 besuchte er die Königlich Dänische Kunstakademie in Kopenhagen, mit einer Unterbrechung durch seinen Militärdienst im Deutsch-Dänischen Krieg von 1864.
Seit 1866 beschickte er die Kopenhagener Akademie-Ausstellungen regelmäßig mit Bildern, stellte aber auch in Wien (Weltausstellung 1873), in Paris (Salon von 1874), Berlin (Akademie-Ausstellung von 1880) und München (Glaspalast-Ausstellung von 1899) aus. In den 1870er Jahren unternahm er Studienreisen nach Italien, Paris (1875/76) und Stockholm. Sein Gemälde „Heidelandschaft mit einem Moor“ (Hedeparti med en mose) wurde 1874 von der Kongelige Malerisamling, dem Vorläufer des Statens Museum for Kunst, angekauft.
Vilhelm Groth verfasste die Schrift „Dänische Kunst im Verhältnis zur ausländischen“ (Dansk Kunst i Forhold til Udlandets, 1876). Beeinflusst von Georg Brandes forderte er darin, dass sich die dänische Malkunst seiner Gegenwart dem Realismus zuwenden müsse. In den 1870er Jahren gehörte Groth einer Gruppe junger, unzufriedener Künstler an, die sich um Vilhelm Kyhn sammelte und Huleakademiet (Höhlenakademie) nannte. 1880–1882 war Groth Mitglied des kurzlebigen Kunst- und Literaturvereins „Bogstaveligheden“ („Die Buchstäblichkeit“). Wilhelm Groth war unverheiratet. Seine Urne wurde auf dem Friedhof von Bispebjerg beigesetzt, aber die Grabstätte besteht heute nicht mehr.
Groth hatte einen jüngeren Bruder Ernst Thorvald Groth (4. September 1847 – 14. Juli 1891), der zunächst von 1867 bis 1876 an der Kopenhagener Akademie erfolglos Architektur studierte, arbeitete später als Landschaftsmaler und nahm von 1885 bis 1890 an Ausstellungen in Kopenhagen teil.

## Gemälde (Auswahl)

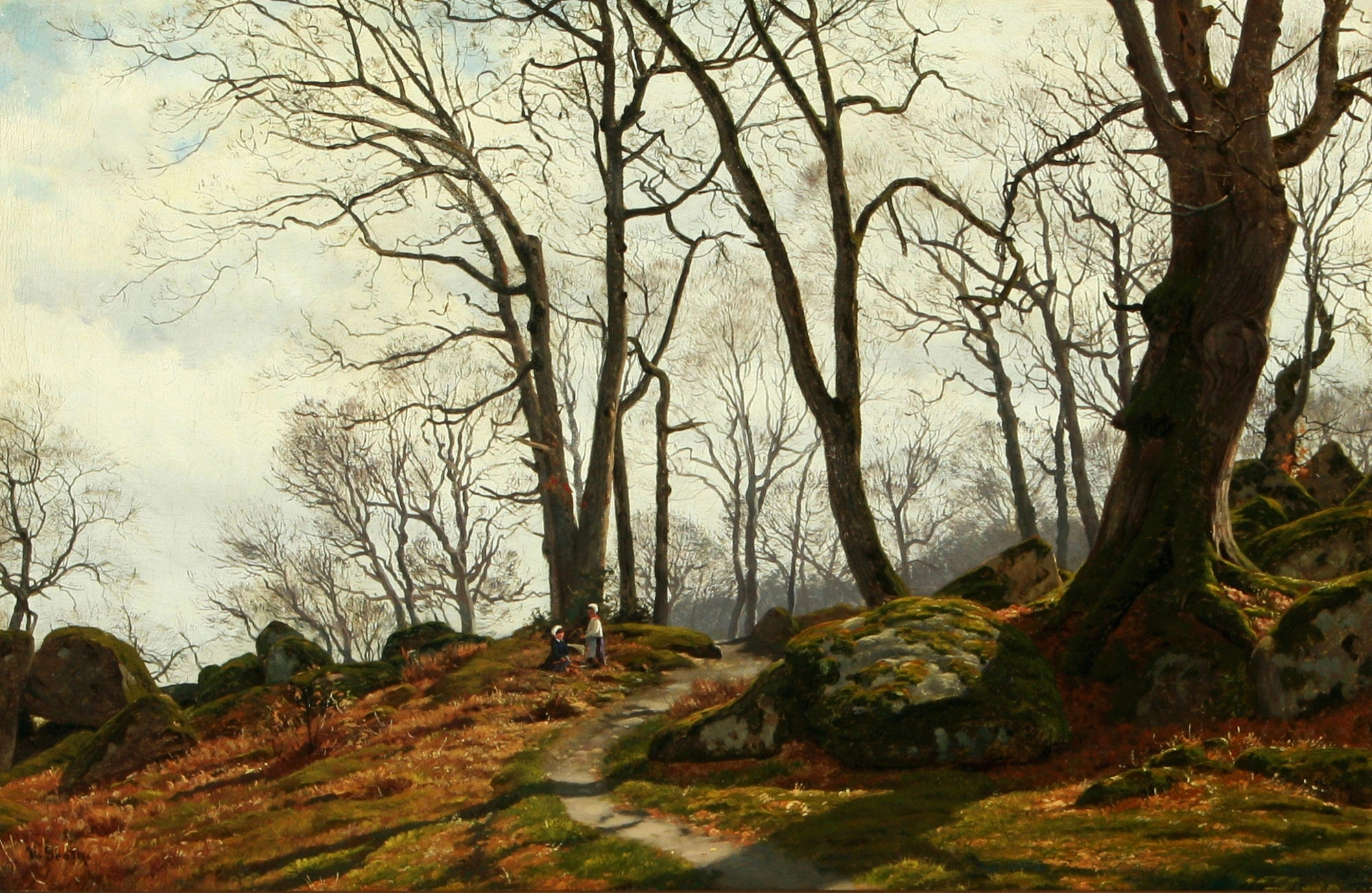
Zwei Mädchen an einem Herbsttag im Wald
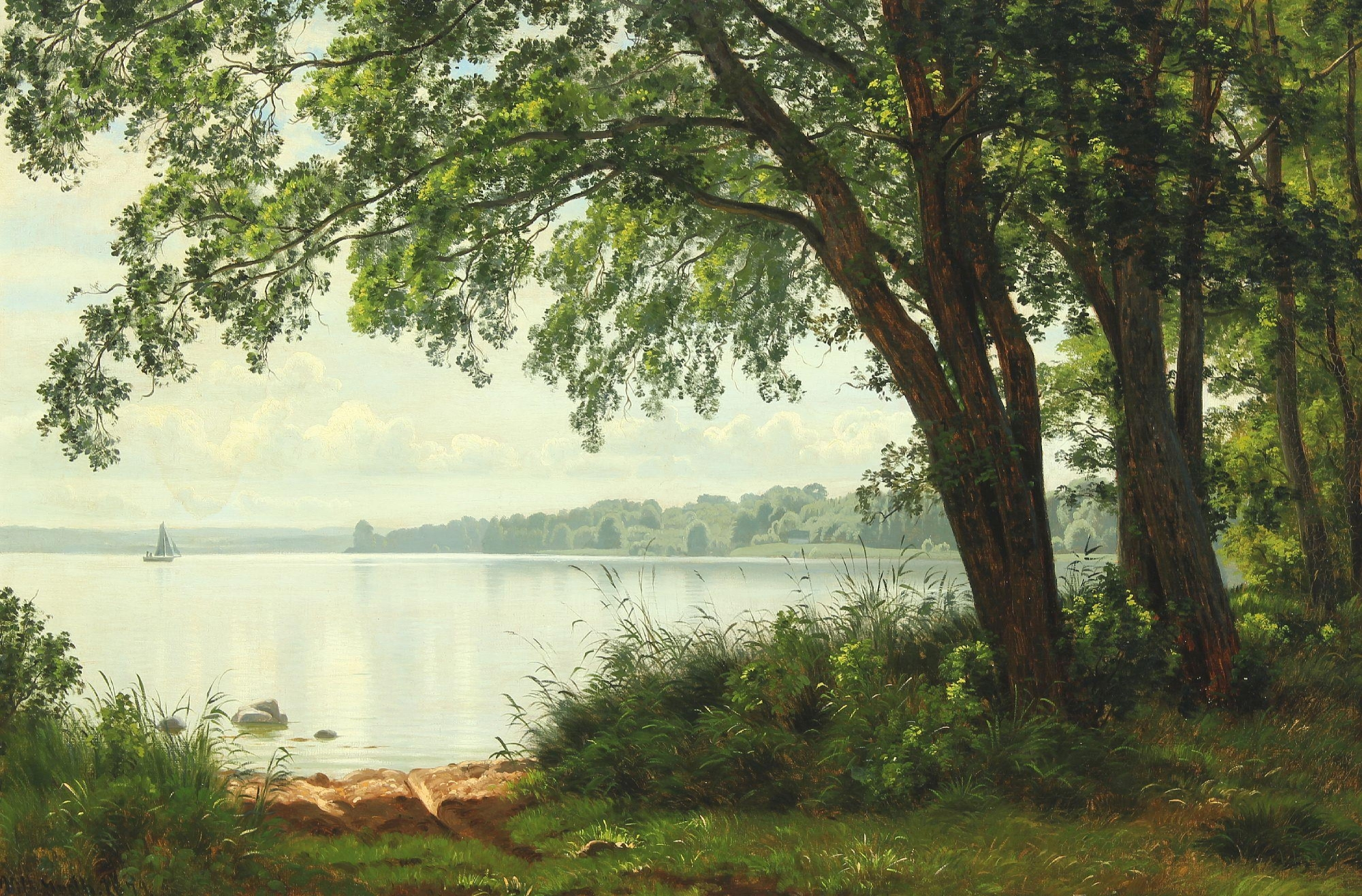
Ein ruhiger Tag am Esromsee, 1879
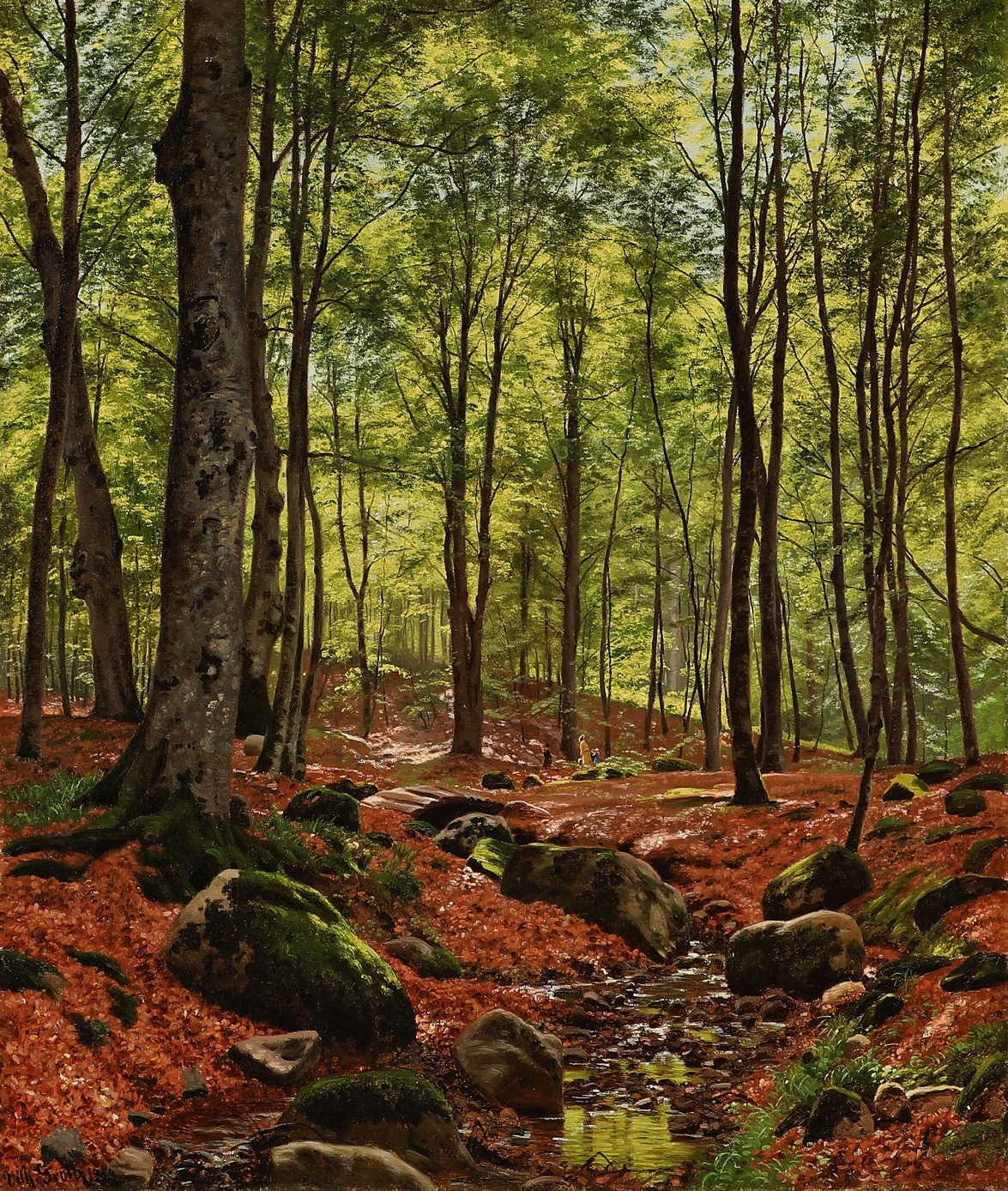
Ein Waldbach im Hellebæk Skov, 1889
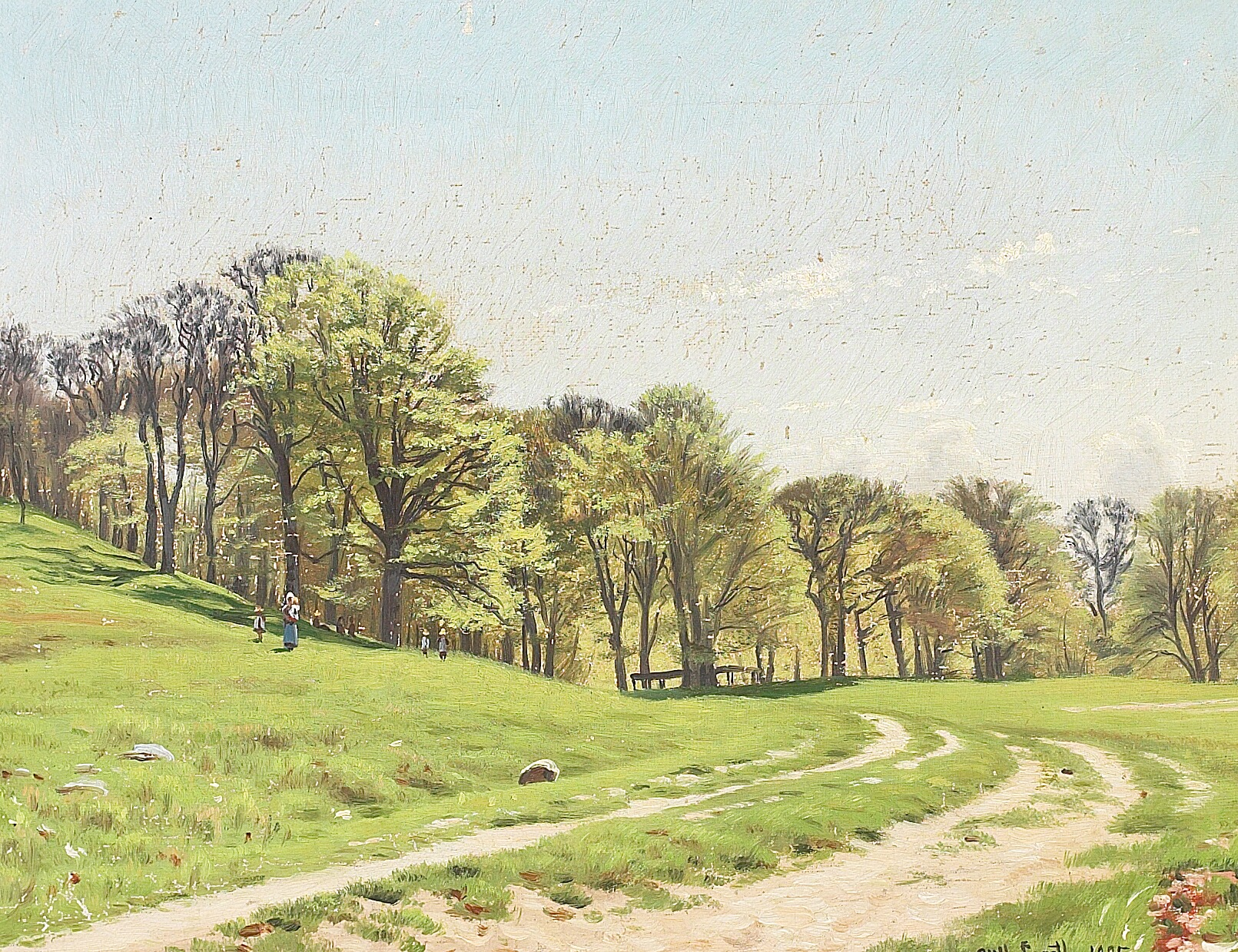
Familie beim Waldspaziergang auf sonniger Lichtung, 1895